# Gustave Sandras

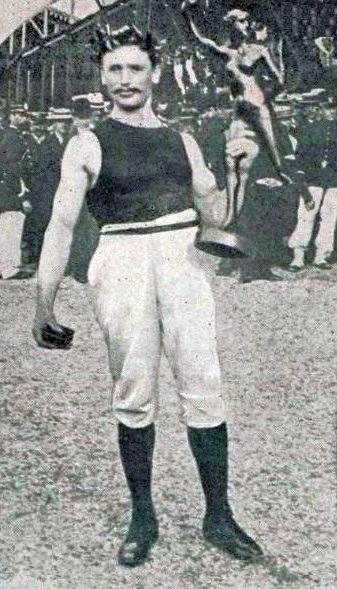
Gustave Sandras, campeón olímpico de gimnasia general en 1900.

Gustave Sandras (nacido el 24 de febrero de 1872 y fallecido en 1954) fue un gimnasta francés que compitió a comienzos del siglo XX. Participó en los Juegos Olímpicos de París 1900 en representación de su país y logró la medalla de oro en el Concurso General masculino.
- Datos: Q717502
- Multimedia: Gustave Sandras / Q717502